# 2008년 전주국제영화제
제9회 전주국제영화제는 2008년 5월에 개최된 영화제이다. 전주에서 개최되었다.

## 수상 및 후보

### 우석상
- 도둑 맞은 남자 - 마티아스 피녜이로 수상

### JIFF 최고인기상
- 우린 액션배우다 - 정병길 수상

### JJ-Star상
- 낮술 - 노영석 수상

### JJ-Star상 - 특별언급
- 나의 마음은 지지않았다 - 안해룡 수상

### 관객평론가상
- 낮술 - 노영석 수상

### CGV 한국장편영화 개봉 지원상
- 우린 액션배우다 - 정병길 수상

### KT&G상상마당상 - 최우수작품상
- 기차를 세워 주세요 - 한지혜 수상

### KT&G상상마당상 - 감독상
- 전병파는 여인 - 김동명 수상

### KT&G상상마당상 - 심사위원 특별상
- 아이들 - 윤성현 수상

### KT&G 상상마당 - 감독 특별언급
- 십우도4-득우, 두 모과 - 이지상

### 넷팩(아시아영화진흥기구)상
- 신의 아이들 - 이승준 수상

### Daum 심사위원 특별상
- THE SKY, THE EARTH AND THE RAIN - Jos 수상

### 국제경쟁
- 나의 마지막 비밀 - 샤오펭 리
- 나의 어린 시절 - 존 토레스
- Ballast - 랜스 해머
- 불법 카센터 - 라민 바흐러니
- STRIZH - Abay Kulbayev
- CAPTAIN AHAB - Philippe Ramos
- Cochochi - 이스라엘 카르데나스 외 1명
- 트릭스 - 안드레이 야키모프스키
- 학교 가는 길 - 하나 마흐말바프

### 디지털 삼인삼색
- The Birthday - 이드리사 오에드라오고
- Expectations - 마하마트 살레 하룬
- The Alphabet Of My Mother - 나세르 케미르

### 숏!숏!숏!
- 봉승아 - 김나영
- 엄마가 없다 - 신민재
- 이를 닦는다 - 이진우

### 월드 시네마스케이프
- 그래도 나는 하지 않았다 - 수오 마사유키
- 내가 잊기 전에 - 자크 놀롯
- 렉타 프로빈시아 - 라울 루이즈
- 로맨스 - 에릭 로메르
- 이트, 포 디스 이즈 마이 바디 - 미쉘란제 쿠에이
- 사일런스 비포 배치 - 페레 포르타벨라
- 생선 쿠스쿠스 - 압델라티프 케시시
- 희미한 - 뤼러
- 붉은 군대 - 와카마츠 코지
- 알렉산드라 - 알렉산더 소쿠로프
- 엘라의 계곡 - 폴 해기스
- 유스 위드아웃 유스 - 프란시스 포드 코폴라
- 오토히스토리아 - 라야 마틴
- 은하수 - 베네덱 플리고프
- 캘리포니아 드리밍 - 크리스티앙 네메스쿠
- 크리스토퍼 콜롬버스 - 이니그 - 마뇰 드 올리베이라
- 클레오파트라 - 훌리오 브레사네
- 타인의 섹스를 비웃지 말라 - 이구치 나미
- 하페즈 - 아볼파즐 잘릴리
- 엔칸토에서의 죽음 - 라브 디아즈
- VAL LEWTON: THE MAN IN THE SHADOW - Kent Jones
- 일곱 번째 희생자 - 마크 롭슨
- 실비아의 도시 - 호세 루이스 구에린
- SOME PHOTOS IN THE CITY OF SYLVIA - 호세 루이스 구에린
- 헤라클레스 - 이케야 카오루
- 마이 위니펙 - 가이 매딘
- Retour En Normandie - 니콜라 필리베르
- 스타우브 - 하르트무트 비톰스키
- 무용 - 지아장커
- 에이미 - 아르노 데스플레샹
- 엠 - 니콜라스 프리비데라
- 청소년 법정 - 마리아 라모스
- 톰 페티 앤 더 하트브레이커스 - 피터 보그다노비치

### 코리안시네마
- SYNCHING BLUE - 서원태
- 고양이가 있었다 - 안건형
- 과거는 낯선 나라다 - 김응수
- 기담 - 정가형제
- 끝나지 않은 전쟁 - 김동원
- 내 마음에 불꽃이 있어 - 김백준 외 1명
- 누이를 이해하기 위하여 - 최진영
- 달려라 자전거 - 임성운
- 라라 선샤인 - 김아론
- 빗자루, 금붕어 되다 - 김동주
- 섬이 되다 - 임은희
- 리턴 - 이규만
- 밤과 낮 - 홍상수
- 보든 말든 가든 말든 잊든 말든 - 박철진
- 애심-그의 노래 - 백정민
- 물 좀 주소 - 홍현기
- 일루젼 - 원종혁

### 영화보다 낯선
- 4.3의 새벽 - 주재형
- 님프 - 켄 제이콥스
- 래즐 대즐 - 켄 제이콥스
- 레퀴엠 - 쑨쉰
- 시대의 충격 - 쑨쉰
- 캐스팅 어 글랜스 - 제임스 베닝
- 아, 자유! - 벤 리버스
- 오딘스 쉴드 메이든 - 가이 매딘
- 이곳으로 - 존 조스트
- 이디오피아 프로젝트 - 김계중
- 이윤 동기와 속삭이는 바람 - 존 지안비토
- 자각몽 - 주재형
- 자본주의: 노예제 - 켄 제이콥스
- 자본주의: 아동 노동 - 켄 제이콥스
- 파편의 경치 - 손광주
- 팬텀 러브 - 니나 멘케스
- 하우스 - 벤 리버스
- 행키 팽키 1902년 1월 - 켄 제이콥스
- RR - 제임스 베닝

### 시네마페스트 영화궁전
- 거장들의 어린 시절 - 이실드 르 베스코 외 여러 명
- 닥터 플롱크 - 롤프 드 히어
- 드래곤 헌터스 - 기욤 이베르넬
- 빨간 풍선 - 알버트 라모리즈
- 사신의 발라드 - 네기시 키치타로
- WHITE MANE - 알버트 라모리즈
- 키사라기 미키짱 - 사토 유이치
- SMILING DOG - 쇼레 얀다기안
- 매진 - 마리 요세 반 데르 린덴
- 아하! 나비구조대 - 이달
- 엘리뇨 - 임아론
- 울트라 디노 마케라 - 임아론
- 허그 - 이상희
- FRANZ KAFKA뭆 A COUNTRY DOCTOR - 야마무라 코지
- 그들의 애완동물 - 후아나 토스테

### 시네마페스트 불면의 밤
- 비겁한 로버트 포드의 제시 제임스 암살 - 앤드류 도미닉
- 스트레인저 - 무황인담 - 안도 마사히로
- 더 레블 - 영웅의 피 - 트룩 찰리 뉴엔
- 버그 - 윌리엄 프리드킨
- 다이어리 오브 데드 - 조지 로메로
- 더 커티지 - 폴 앤드류 윌리엄스
- 메탈 - 헤드벵어의 여정 - 샘 던
- JOY DIVISION - Grant Gee
- 허니드리퍼 - 존 세일즈

### 시네마페스트 야외상영
- 3:10 투 유마 - 제임스 맨골드
- 바르게 살자 - 라희찬
- 스카우트 - 김현석
- 시간을 달리는 소녀 - 호소다 마모루
- 우리 생애 최고의 순간 - 임순례
- 주노 - 제이슨 라이트맨
- 즐거운 인생 - 이준익

### 한국영화의 흐름
- 고양이가 있었다 - 안건형
- 나의 마음은 지지 않았다 - 안해룡
- 낮술 - 노영석
- 내 마음에 불꽃이 있어 - 김백준 외 1명
- 달려라 자전거 - 임성운
- 라라 선샤인 - 김아론
- 빗자루, 금붕어 되다 - 김동주
- 섬이 되다 - 임은희
- 신의 아이들 - 이승준
- Synching Blue - 서원태

### 한국단편의 선택: 비평가주간
- 00씨의 하루 - 박정훈
- 고함 - 배종대
- 그치치 않는 비는 없다 - 김현성
- 동면 - 이장욱
- 너의 세계 - 서재경
- 네 쌍둥이의 자살 - 강진아
- 모퉁이의 남자 - 이진우
- 불을 지펴라 - 이종필
- 순간을 믿어요 - 전현구
- 삐라 - 김원호
- 수정탕 둘째 딸 - 박이웅
- 숨 - 장민용
- 연화 - 임성현
- 외할머니와 레슬링 - 임형섭
- 한성이발소 - 송현정

### 마스터 클래스
- 작은 마을의 봄 - 톈좡좡
- 투야의 결혼 - 왕취엔안
- GP506 - 공수창

### 스페셜 포커스 - 특별전
- 바늘 - 라쉬드 누그마노프
- 카이라트 - 다레잔 오미르바예프
- 1941-1944년 알마아타에서의 세르게& - 이고르 고노폴스키
- 그네 - 박유라
- 버스정거장 - 박유라
- 내 형제,실크로드 - 마랏 사룰루
- 형제(러시아어판) - 바흐치야르 후도이나자로프
- 창문 - 마리암 유수포바
- 노란 풀들의 시절 - 마리암 유수포바
- 연설자 - 유수프 라지코프
- 틴에이져 - 욜킨 투이치에브
- 대지진의 밤 - 무라트 얄리예프
- 10월이 오면 - 당나밍
- 모래 위의 삶 - 뉴엔 탄 반
- 미세스 투 하우 - 팜 키 남
- THE WILD FIELD - Nguyen Hong Sen
- 하노이에서 온 소녀 - 뉴엔 하이 닌

### 스페셜 포커스 - 회고전
- 런던에서 온 사나이 - 벨라 타르
- 베크마이스터 하모니즈 - 벨라 타르
- 사탄탱고 - 벨라 타르
- 가을 - 벨라 타르
- 불안한 관계 - 벨라타르
- THE OUTSIDER - 벨라 타르
- 파멸 - 벨라 타르
- 패밀리 네스트 - 벨라 타르